# Władimir Muratow (polityk)
Władimir Aleksiejewicz Muratow (ros. Владимир Алексеевич Муратов, ur. 15 lipca 1905 we wsi Lipowka w guberni saratowskiej, zm. ?) – radziecki polityk.

## Życiorys
Należał do WKP(b), w 1928 został sekretarzem Komitetu Wykonawczego Saratowskiej Rady Okręgowej, a w 1930 sekretarzem komitetu WKP(b) sowchozu nr 3 w Kraju Saratowskim, od 1931 do 1933 studiował w Saratowskim Instytucie Przygotowania Kadr Czerwonej Profesury i został zastępcą naczelnika Wydziału Politycznego Stacji Maszynowo-Traktorowej w Kraju Saratowskim/Kraju Stalingradzkim. Od 1935 do 1938 studiował w Ekonomicznym Instytucie Czerwonej Profesury, po czym został zastępcą przewodniczącego Komitetu Organizacyjnego Prezydium Rady Najwyższej Ukraińskiej SRR na obwód połtawski i do grudnia 1939 był zastępcą przewodniczącego Komitetu Wykonawczego Rady Miejskiej Połtawy. Następnie został przeniesiony do Jakucji, gdzie od grudnia 1939 do kwietnia 1940 był zastępcą przewodniczącego, a od kwietnia 1940 do czerwca 1943 przewodniczącym Rady Komisarzy Ludowych Jakuckiej ASRR.